# El Nacional (Venezuela)

Das Logo der Zeitung

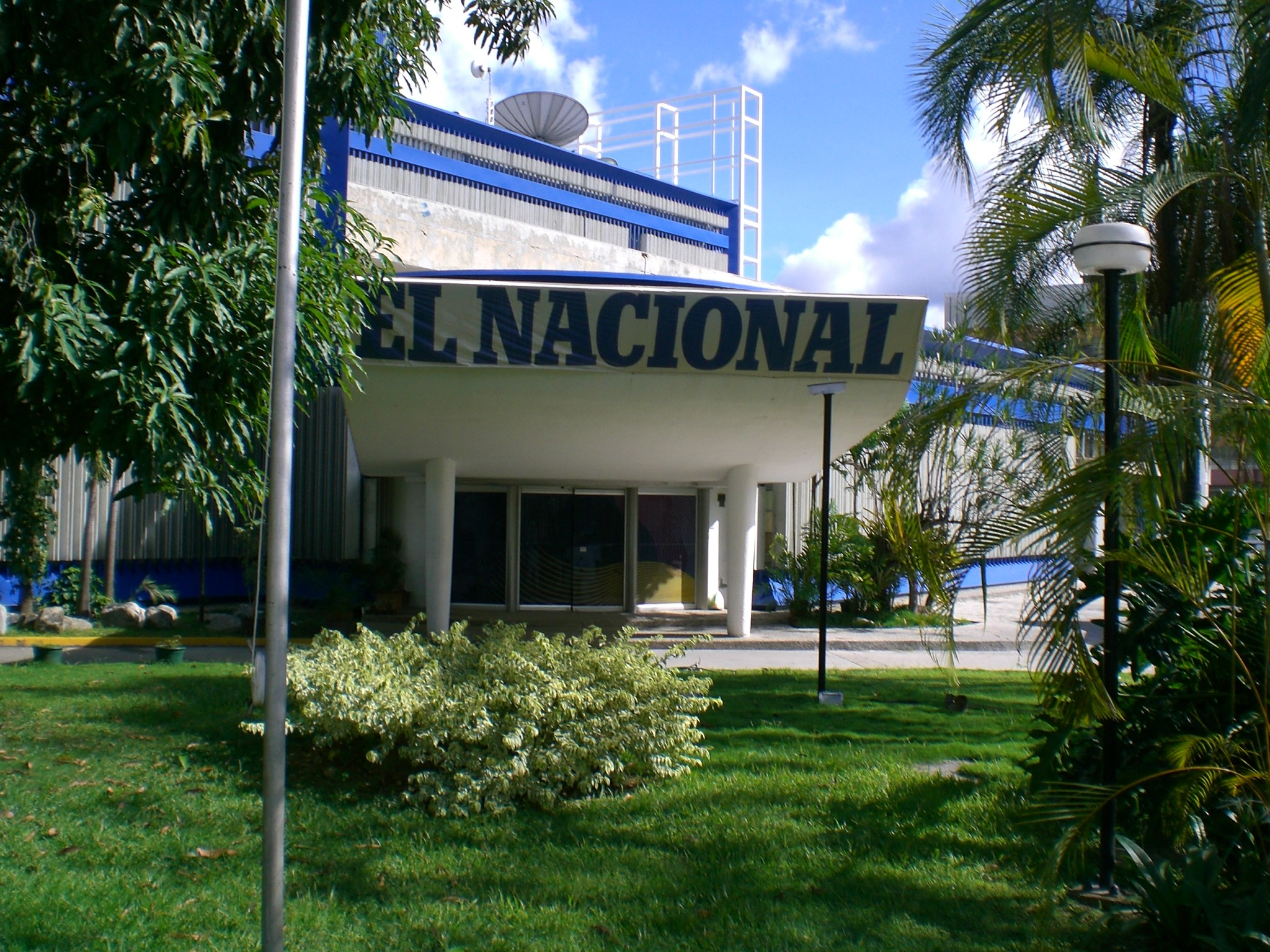
Sitz der El Nacional in Caracas

El Nacional ist eine venezolanische Tageszeitung mit traditioneller linksliberaler Ausrichtung. Die Zeitung stellte ihre Druckausgabe am 14. Dezember 2018 ein und arbeitet seitdem als online-Portal weiter.

## Geschichte
El Nacional wurde am 3. August 1943 in Caracas gegründet und wird heute von Manuel Sucre und Miguel Henrique Otero, Sohn von Miguel Otero Silva und Enkel des Gründers der Zeitung Henrique Otero Vizcarrondo geführt.
Erster Direktor war der Poet Antonio Arráiz (1903–1962). Außerdem wirkten viele bekannte venezolanische Schriftsteller mit. Einer der bekanntesten Intellektuellen des Landes zum Beispiel, Arturo Uslar Pietri, schrieb über einen Zeitraum von mehr als fünfzig Jahren eine Meinungskolumne im Blatt.
Die politische Ausrichtung ist moderat links, wofür es von früheren Regierungen unter den Parteien AD und COPEI kritisiert wurde.
1998 setzte sich das Blatt für eine Kandidatur von Hugo Chávez ein, ist jedoch nach der Radikalisierung von Chavez’ Politik eher regierungskritisch.
Es gibt eine Digitalausgabe von El Nacional, welche 1996 erstmals erschien und gegen eine Jahresgebühr abonniert werden kann.
Im Jahr 2000 trat das Blatt der Grupo de Diarios América (spanisch für „Gruppe der Tageszeitungen Amerikas“, GDA) bei, zu der unter anderen die lateinamerikanischen Publikationen El Tiempo (Kolumbien), El Mercurio (Chile), La Nación (Argentinien) gehören.
Am 27. Oktober 2013 musste El Nacional wegen Papiermangels seine Printausgabe vorübergehend einstellen. Aufgrund staatlicher Devisenkontrollen erhalten Venezuelas Zeitungen, welche nicht auf Regierungslinie berichten, kaum noch die Zuteilung notwendiger Devisen für den Import von Druckpapier.
2017 schrieb ABC, El Nacional gehöre zu den wenigen Zeitungen, welche den „wilden Attacken des Regimes gegen die Meinungsfreiheit“ noch hätten standhalten können, am 14. Dezember 2018 publizierte die Zeitung ihre letzte Papierausgabe, da sie vom Regime kein mehr Papier bekam; sogar die Webseite war Anfang Februar 2019 für Venezolaner nicht aufrufbar, weil sie „dem Machtapparat nicht genehm“ war.
Das Blatt erschien bis 2018 täglich, inklusive sonntags. Seine Auflage lag 2010 an Wochentagen bei ungefähr 100.000 und sonntags bei 250.000 Exemplaren.